# Estación de Berlingen
La estación de Berlingen es una estación ferroviaria de la comuna suiza de Berlingen, en el Cantón de Turgovia.

## Historia y situación
La estación de Berlingen fue abierta en el año 1875 con la inauguración del tramo Etzwilen - Constanza de la línea Seelinie Schaffhausen - Rorschach por parte del Schweizerischen Nationalbahn (SNB), que sería absorbido por el Schweizerische Nordostbahn (NOB). NOB se integró en 1902 en los SBB-CFF-FFS.
La estación se encuentra ubicada en el sureste del núcleo urbano de Berlingen. Consta de dos andenes laterales, a los que acceden dos vías pasantes.
La estación está situada en términos ferroviarios en la línea Schaffhausen - Rorschach. Sus dependencias ferroviarias colaterales son la estación de Steckborn hacia Schaffhausen y la estación de Mannenbach-Salenstein en dirección Rorschach.

## Servicios ferroviarios
Los servicios son prestados por SBB-CFF-FFS:

### S-Bahn San Galo
En la estación efectúan parada los trenes de cercanías de dos líneas de la red S-Bahn San Galo:
- S 3 Schaffhausen - Stein am Rhein - Kreuzlingen – Romanshorn - Wittenbach – San Galo – San Galo Haggen
- S 8 Schaffhausen - Stein am Rhein – Kreuzlingen – Romanshorn - Rorschach